# 阿达河畔波佐
阿达河畔波佐（義大利語：Pozzo d'Adda）是意大利米兰省的一个市镇。总面积4.21平方公里，人口5360人，人口密度1273.2人/平方公里（2009年）。国家统计（ISTAT）代码为015177。